# Morón (apellido)
Morón es un apellido español toponímico propio de pobladores sevillanos del Reino de Granada.

## Origen y significado
El apellido Morón está relacionado con la villa de Morón de Almazán, Soria y con la ciudad de Morón de la Frontera, Sevilla, según la opinión de los historiadores Alberto y Arturo García Carraffa. 
Se empieza a utilizar a mediados del siglo XV, con la llegada de la Inquisición, comenzó a aparecer en varios países de América Latina donde había la presencia de algunos habitantes de origen español.

## Linaje
Más del 5% de los españoles que se apellidan Morón viven en Cádiz.
Otra rama del apellido proviene de Orihuela del Tremedal, Noguera (Sierra de Albarracín), en la provincia de Teruel, donde residieron hasta el siglo XVIII. 
Se establecieron en Jaén en el año 1800, después en Argelia en 1930 y finalmente emigraron a Francia en 1962 donde permanece una parentela.

## Emblema
Armas:
- En campo de cenizo, ajedrez de sinople en macla, Lambrequín naciente del yelmo en oro, acintado.